# Bulbophyllum saltatorium
Bulbophyllum saltatorium är en orkidéart som beskrevs av John Lindley. Bulbophyllum saltatorium ingår i släktet Bulbophyllum och familjen orkidéer.

## Underarter
Arten delas in i följande underarter:
- B. s. albociliatum
- B. s. calamarium
- B. s. saltatorium

## Bildgalleri

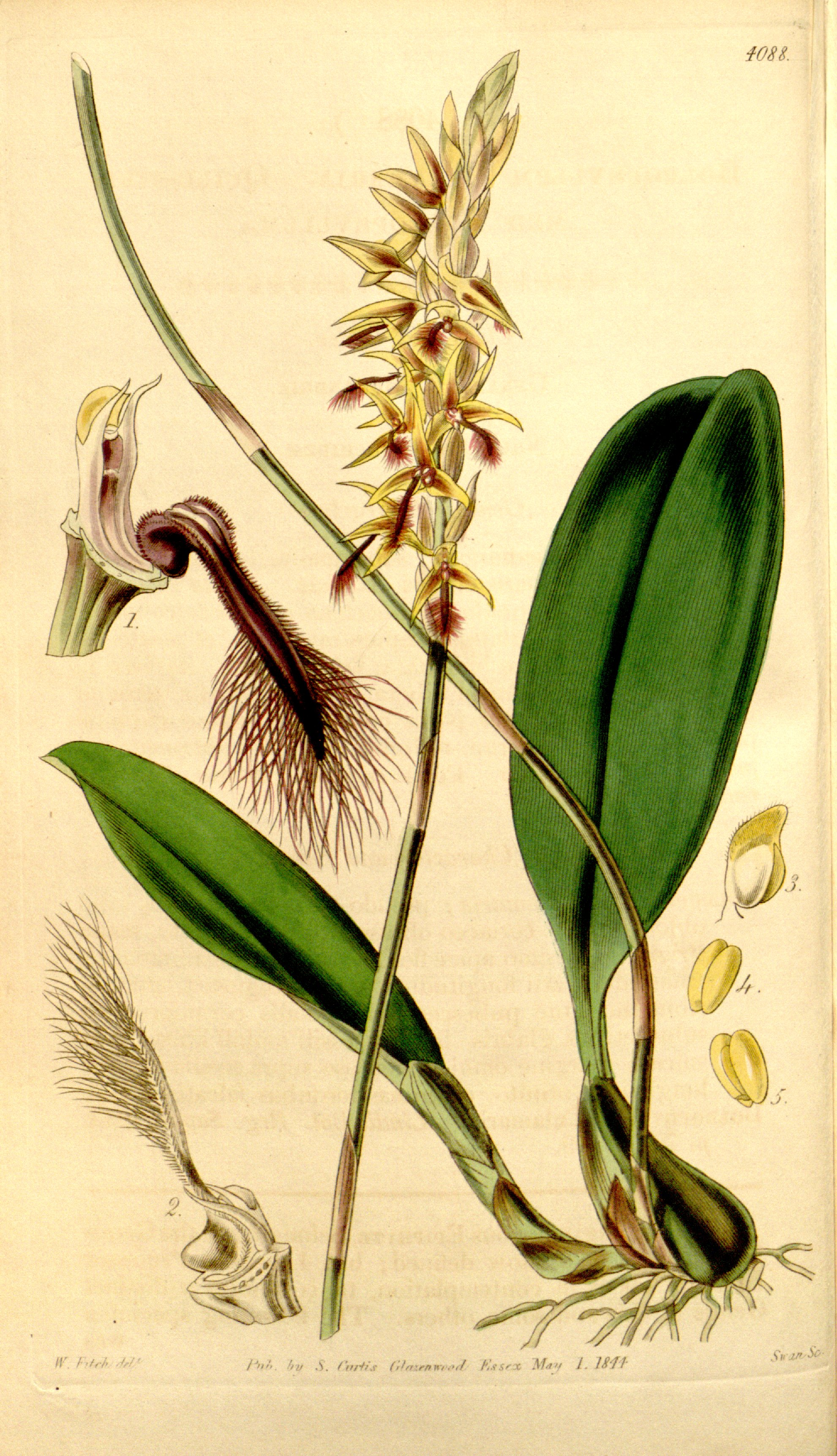